# Дуглас-Гамильтон, Альфред, 13-й герцог Гамильтон
Лейтенант Альфред Дуглас Дуглас-Гамильтон (англ. Alfred Douglas Douglas-Hamilton, 13th Duke of Hamilton; 6 марта 1862 — 16 марта 1940) — шотландский аристократ и морской офицер, 13-й герцог Гамильтон, 10-й герцог Брендон и 9-й граф Селкирк (1895—1940).

## Биография
Родился в Шанклине, на острове Уайт в 1862 году. Сын капитана Чарльза Генри Дугласа-Гамильтона (1808—1873) и Элизабет Энн Хилл (1828—1867).
Служил в качестве матроса в королевском флоте. За время службы он приобрёл репутацию пловца, он мог нырнуть под киль линкора, на котором он служил, без какого-либо водолазного оборудования, появиться на противоположной стороне корабля к изумлению членов экипажа.
В 1890 году Альфред Гамильтон был временно парализован из-за редкой тропической болезни, которая расстроила планы его брака с Марией Гамильтон — единственной дочерью его пятиюродного брата Уильяма Гамильтона, 12-го герцога Гамильтона. В мае 1895 года после смерти 12-го герцога Гамильтона, не имевшего наследников мужского пола, лейтенант Альфред Дуглас-Гамильтон унаследовал титулы герцогов Гамильтона и Брендона. Несмотря на то, что он унаследовал всё имущество и долги своего родственника в 1 миллион фунтов стерлингов, большая доля земель и имущества Уильяма Гамильтона перешла его единственной дочери Марии (в замужестве герцогине Монтроз).
Во время Первой мировой войны замок Гамильтон (резиденция семьи Гамильтонов) был с разрешения герцога превращён в больницу для раненых. После войны замок Гамильтон был признан аварийным жильём и из-за проседания был снесён в 1921 году. Герцог Гамильтон переехал в Дангавел-Хаус в Южном Ланаркшире (Шотландия), который стал новой резиденцией Гамильтонов.
Герцог Альфред Гамильтон получил ряд армейских чинов. Он стал почётным подполковником 4-го батальона легкой пехоты Хайленда и полковником 6-го батальона шотландского стрелкового полка.
16 марта 1940 года 78-летний Альфред Дуглас-Гамильтон скончался в Ферн-Хаус в Дорсете.

## Семья и дети
4 декабря 1901 года женился в Ньютон Тони (Уилтшир) на Нине Мэри Бените Пур (1878—1951), дочери майора Роберта Пура (1834—1918) и Джулианы Бениты Ловли-Корри (? — 1926). Супруги имели четырёх сыновей и трех дочерей:
- Дуглас Дуглас-Гамильтон (1903—1973), 14-й герцог Гамильтон и 11-й герцог Брендон (1940—1973)
- леди Джейн Дуглас-Гамильтон (род. 1904), 1-й муж (с 1927 года): Чарльз Эрнест Уистлер Макинтош (развод в 1946), 2-й муж (с 1947 года): инженер-строитель майор Лев Львович Зиновьев (1905—1951), 3-й муж (с 1972 года): Вивиан Нортон Белл
- Джордж Дуглас-Гамильтон (1906—1994), 10-й граф Селкирк (1940)
- леди Маргарет Дуглас-Гамильтон (род. 1907), муж (с 1930 года): Джеймс Драммонд-Хэй
- лорд Малькольм Дуглас-Гамильтон (1909—1964), политик
- лорд Дэвид Дуглас-Гамильтон (1912—1944), лётчик и боксёр
- леди Маири Нина Дуглас-Гамильтон (1914—1927).